# Emergency (canción)
«Emergency» —en español: «Emergencia»— es una canción de la banda estadounidense Paramore. Fue lanzado como segundo sencillo de All We Know Is Falling el 16 de octubre de 2005 en Estados Unidos y el 21 de agosto de 2006 en el Reino Unido. La canción, escrita por Hayley Williams, trata de cómo el amor se da por sentado y no significa nada hoy en día, y que las relaciones están realmente en situación de emergencia. Fue escrita en un tiempo en que los padres de Hayley estaban a punto de separarse, y que ella tuvo que ver pasar esas situaciones delante de sí sin poder hacer nada, ya que solo era una niña.

## Vídeo musical
El video musical comienza con Hayley Williams y Jeremy Davis sentados en una sala en ruinas. Los otros miembros del grupo entran con cortes y vendajes en todo su cuerpo. El director entra, lanzando Hayley unos claveles, y se los lleva fuera de la habitación. Es ahí donde vemos un conjunto de cámaras e iluminación, y la banda recibe un líquido que se cree, sea tintura para las heridas. Luego el director grita «acción» y la banda comienza a tocar la canción.
Los claveles usado por cada miembro de la banda en el video musical representan la «carga emocional» que se llevó a su alrededor, según Williams en una entrevista. El video fue dirigido por Shane Drake, quien también dirigió el vídeo de «Pressure». Shane Drake también dirigió los vídeos «Misery Business», «Crushcrushcrush», «Decode» y «Monster».
El vestido que Hayley Williams usa en el vídeo junto con la camisa del guitarrista Josh Farro se encuentran en el «Rock N' Roll Hall of Fame» exhibido en el Warped Tour.

## Lista de canciones
| N.º | Título                     | Duración |  |
| 1.  | «Emergency»                | 4:01     |  |
| 2.  | «Oh Star» (Single version) | 3:48     |  |